# The Tea Party
The Tea Party ist eine kanadische Rockband mit Blues-, Prog Rock- und orientalisch-indischen Einflüssen. Der Stil wurde in der Öffentlichkeit und von den Medien oft als „Moroccan roll“ bezeichnet und die Musik als eine Mischung aus The Doors und Led Zeppelin beschrieben. The Tea Party haben acht Alben bei EMI Music Canada veröffentlicht und etwa 1,6 Millionen Alben verkauft. Heaven Coming Down war 1999 sogar auf Platz eins in den kanadischen Single-Charts.
2005 endete die gemeinsame Karriere von The Tea Party vorübergehend, ehe sich die Band im Sommer 2011 wiedervereinte.

## Geschichte

### Die frühen Jahre (1990–1995)
The Tea Party wurden 1990 von Jeff Martin, Stuart Chatwood und Jeff Burrows nach einer Jamsession in den „Cherry Beach Rehearsal Studios“ in Toronto gegründet. Alle Mitglieder der Band hatten in ihrer Jugendzeit einmal in verschiedenen anderen Bands miteinander gespielt. Sie nannten ihre neue Band The Tea Party nach den anrüchigen „hash sessions“ der berühmten Beat-Generation-Poeten Allen Ginsberg, Jack Kerouac und William S. Burroughs.
The Tea Party veröffentlichten ihr erstes gleichnamiges Album 1991, und vermarkteten es über das eigene Label „Eternal Discs“. Das Album hatte starke Einflüsse aus dem Psychedelic Rock und Blues, und wurde von Jeff Martin selbst produziert. Dies behielt er auch bei den künftigen Alben bei, um der Band die komplette künstlerische Freiheit zu gewährleisten. 1993 unterschrieb The Tea Party einen Plattenvertrag bei EMI Music Canada und veröffentlichten ihr erstes Major-Label Album Splendor Solis. Die Band setzte Open Tunings und Goblet Drums als Stilelement ein, um indische Klänge nachzuahmen, was während der gesamten Karriere immer weiter perfektioniert wurde, ohne aber den Blues-Einfluss aus den Augen zu verlieren. 1994 wurde das Album in Australien veröffentlicht. Die Single „Save Me“ war hierbei der Startschuss für eine erfolgreiche Karriere in Down Under. Die Band gewann die Unterstützung des nationalen Radiosenders Triple J, was die erste Tour von The Tea Party ermöglichte, bei der „Save Me“ der unbezwungene Hit bei jedem Auftritt war.

### Erfolge (1995–2000)
Mit immer weiter verbessertem Sound wurde 1995, The Edges of Twilight mit einer Reihe indischer und arabischer Instrumente aufgenommen. Sister Awake, die dritte Single des Albums definiert ziemlich genau das, was die Band mit der Kombination aus Rock und Weltmusik vorhatte. Sister Awake ist ein auf Akustik basierendes Arrangement aus 12-saitiger Gitarre, Sitar, Sarod, Harmonium und Bechertrommeln. The Edges of Twilight ist das kommerziell erfolgreichste Album von The Tea Party mit mehr als 235.000 verkauften Tonträgern. In Kanada wurde es mit Doppel-Platin, in Australien mit Gold ausgezeichnet.
Nach erfolgreichen Tourneen in Kanada, Europa und Australien im Jahr 1996, nahmen The Tea Party „Alhambra“ auf.
Transmission wurde 1997 veröffentlicht und war der erste Ausflug der Band in die elektronische Musik. Mit einem Sond, der den Nine Inch Nails nicht unähnlich war, wagte The Tea Party den Vorstoß, die Basis ihrer Musik auf World Music zu verlagern. „Transmission“ ist eine Ansammlung aggressiver Songs, die durch Umbrüche in der Band bedingt wurden. Maßgeblich der Wechsel des Managements und eine unbefriedigende Unterstützung seitens der Plattenfirma sorgten damals für Unstimmigkeiten. Das spiegelte sich auch in der ersten Single „Temptation“ und dem Titelsong des Albums wider. Trotzdem schafften es die Bandmitglieder, diese Krise zu überwinden und gestärkt daraus hervorzugehen. Verarbeitet wurden diese Erfahrungen dann unter anderem in den darauf folgenden Alben.
Triptych folgte 1999, und die erste Single „Heaven Coming Down“ wurde die Nummer eins im kanadischen Rundfunk. Die Musik von The Tea Party wurde auf Basis der Blues-Orientierung orchestraler. „Live at the Enmore Theatre“, das einzige Livealbum der Band, wurde während einer Australien-Tour für das Album „Triptych“ veröffentlicht.

### Die späteren Jahre (2000–2005)
Die Band veröffentlichte 2000 eine Single-Sammlung mit dem Namen „The Tea Party Collection“, im Jahr darauf folgte eine DVD voller Musikvideos (die von Martin in Raumklang neu gemischt wurden) mit dem Namen „Illuminations“.
Später im Jahr 2001 wurde dann „The Interzone Mantras“ veröffentlicht und im November 2002 gab es dann noch mal eine Kanada-Tour zusammen mit dem Sinfonieorchester.
Seven Circles, das letzte Album der Band, wurde 2004 veröffentlicht. Sowohl „The Interzone Mantras“ als auch „Seven Circles“ waren eine Rückkehr der Band zu ihrem ursprünglichen Klang.
Im Oktober 2005 lösten sich The Tea Party unerwartet auf, als Jeff Martin plötzlich verkündete, dass er in Zukunft seiner Solo-Karriere nachgehen würde. Als Grund für die Trennung wurden im Nachhinein unterschiedliche Ansichten bei der kreativen Umsetzung angegeben.
Im Forum der Band schrieb Chatwood, dass es ihm und Jeff Burrows sehr Leid tue und beide sehr betroffen seien. Von ihrer Seite aus würde die Band jetzt eine ausgedehnte Pause machen.

### Zwischenzeitliche Bandauflösung (2006–2011)
2006 schrieben Burrows und Chatwood weiter Songs unter dem Namen The Art Decay. Chatwood komponierte außerdem die Musik zum Videospiel Prince of Persia für Ubisoft Montreal. Burrows schloss sich als Drummer mit Rushs Geddy Lee und Alex Lifeson sowie anderen kanadischen Musikern zur Big Dirty Band zusammen. Nebenbei moderiert er die Mittagssendung auf FM-The Rock, einer Radiostation in Windsor.
Martin zog nach Irland und nahm dort sein Debüt-Soloalbum „Exile and the Kingdom“ auf, das 2006 in Kanada und Australien veröffentlicht wurde. In Teilen von Europa, Kanada und Australien war er bereits auf Tour und veröffentlichte zwei Live-Alben: „Live in Brisbane 2006“ und 2006 „Live in Dublin“. 2008 gründete er zusammen mit Wayne Sheehy (Ron Wood, Eric Burdon u. a.) zusammen The Armada und veröffentlichte im selben Jahr das selbstbetitelte Debüt-Album. Martin zog kurze Zeit später von Irland nach Australien, welches auch das Ende von The Armada bedeutete. Im Sommer 2010 begann er zusammen mit Jay Cortez und Malcolm Clark unter den Bandnamen Jeff Martin 777 mit den Aufnahmen zu The Ground Cries Out. Das Album erschien in Kanada am 1. März 2011 und wurde von EMI Canada vertrieben. Einem Monat später erfolgte die Veröffentlichung des Albums in Australien. Obwohl sich Jeff Martin 777 nicht als ein Soloprojekt versteht, sondern als eigenständige Band, nahmen Gerüchte um eine Wiedervereinigung von The Tea Party zu. Im April 2011 bestätigte Drummer Jeff Burrows diese Gerüchte.

### Die Reunion (2011–2012)
Im Sommer 2011 spielen The Tea Party erstmals seit sechs Jahren Pause einige Konzerte und Festivals in Kanada. Es folgte eine zweite kanadische Tour im November–Dezember 2011. Für Mai 2012 plant die Band eine Tour in Australien.
Am 19. September 2014 erschien ein neues Studioalbum namens The Ocean at the End.

## Bandmitglieder
- Jeff Martin – Gesang, Gitarre, Sitar, Sarod, Oud, Banjo, Mandoline, Dumbek
- Stuart Chatwood – Bass, Gitarre, Keyboard, Harmonium, Percussion, Mandoline, Tanpura, Cello, Basspedal
- Jeff Burrows – Schlagzeug, Perkussion, Djembé, Tabla

## Diskografie

### Alben
- The Tea Party (1991) (Debütalbum)
- Splendor Solis (1993, CA: ×2Doppelplatin )
- The Edges of Twilight (1995, CA: ×2Doppelplatin )
- Alhambra (1996) (Multimedia-CD)
- Transmission (1997, CA: ×2Doppelplatin )
- Triptych (1999, CA: Platin)
- Tangents: The Tea Party Collection (2000, CA: Platin)
- The Interzone Mantras (2001, CA: Gold)
- Seven Circles (2004, CA: Gold)
- The Ocean at the End (2014)
- Blood Moon Rising (2021)

### Videoalben
- Illuminations (DVD) (2001, CA: Platin)
- Live: Intimate & Interactive (2007)

### Musikvideos
- Let Me Show You the Door, 1991 (Scott Souliere and Stuart Grant – filmed in Windsor and Detroit)
- The River, 1993 (Floria Sigismondi – Toronto)
- Save Me, 1993 (Floria Sigismondi – Toronto)
- A Certain Slant of Light, 1994 (Floria Sigismondi – Sydney)
- Shadows on the Mountainside, 1995 (George Vail – Paris, Ontario)
- Fire in the Head, 1995 (Dean Karr – Los Angeles)
- The Bazaar, 1995 (George Vail – Istanbul)
- Sister Awake, 1996 (Curtis Wehrfritz – Toronto)
- Temptation, 1997 (Tyran George – Toronto)
- Babylon, 1997 (Tyran George – Toronto)
- Release, 1998 (Ulf Buddensieck – Paris and Toronto)
- Psychopomp, 1998 (Adam Kowalchuk – live on MuchMusic, Toronto)
- Heaven Coming Down, 1999 (Ulf Buddensieck – Toronto)
- The Messenger, 1999 (George Vail – Toronto)
- Walking Wounded, 2000 (George Vail – Havana)
- Lullaby, 2001 (Don Allan and Miroslav Bazak – Toronto)
- Angels, 2001 (Craig Bernard – Toronto)
- Writings on the Wall, 2004 (Stuart Chatwood and Stephen Scott – Toronto)
- Stargazer, 2004 (Don Allan – Toronto)
- Oceans, 2005 (Stuart Chatwood, Jaimie Webster and Jonathon Corbiére – animated by York University students)

## Auszeichnungen für Musikverkäufe
| Goldene Schallplatte - Australien - 1997: für das Album The Edges of Twilight - 1998: für das Album Transmission |

| Land/RegionAuszeichnungen für Musikverkäufe (Land/Region, Auszeichnungen, Verkäufe, Quellen) | Gold     | Platin     | Verkäufe | Quellen         |
| -------------------------------------------------------------------------------------------- | -------- | ---------- | -------- | --------------- |
| Australien (ARIA)                                                                            | 2× Gold2 | —          | 70.000   | aria.com.au     |
| Kanada (MC)                                                                                  | 2× Gold2 | 9× Platin9 | 910.000  | musiccanada.com |
| Insgesamt                                                                                    | 4× Gold4 | 9× Platin9 |          |                 |